# Megophrys spinata
Espèce
Synonymes
- Megophrys spinatus Liu & Hu in Hu, Zhao & Liu, 1973
- Xenophrys spinata (Liu & Hu, 1973)

Statut de conservation UICN

 LC  : Préoccupation mineure
Megophrys spinata est une espèce d'amphibiens de la famille des Megophryidae.

## Répartition
Cette espèce est endémique de République populaire de Chine. Elle se rencontre dans les provinces du Sichuan, du Chongqing, du Guizhou, du Guangxi et du Yunnan.

## Publication originale
- Hu, Zhao & Liu, 1973 : A survey of amphibians and reptiles in Kweichow province, including a herpetofaunal analysis. Acta Zoologica Sinica, vol. 19, p. 149-178.